# Knittelfeld (distrikt)
Knittelfeld var ett distrikt i förbundslandet Steiermark i Österrike. Det slogs den 1 januari 2012 samman med distriktet Judenburg och bildade det nya distriktet Murtal.
Distriktet bestod av 14 kommuner, varav två stadskommuner och två köpingskommuner:
Stadskommuner (Stadtgemeinden):
- Knittelfeld
- Spielberg

Köpingskommuner (Marktgemeinden):
- Kobenz
- Seckau

Kommuner (Gemeinden):

- Apfelberg
- Feistritz bei Knittelfeld
- Flatschach
- Gaal
- Großlobming
- Kleinlobming
- Rachau
- Sankt Lorenzen bei Knittelfeld
- Sankt Marein bei Knittelfeld
- Sankt Margarethen bei Knittelfeld